# Roberto Yenny García
Roberto Yenny García (ur. 8 lutego 1972 w Meksyku) – meksykański duchowny rzymskokatolicki, biskup Ciudad Valles od 2020.

## Życiorys
Święcenia kapłańskie otrzymał 19 marca 1996 i został inkardynowany do diecezji Tampico. Pracował głównie w diecezjalnych seminariach duchownych. W 2019 został powołany na stanowisko sekretarza wykonawczego Konferencji Episkopatu Meksyku ds. stosunków instytucjonalnych.
19 marca 2020 papież Franciszek mianował go biskupem diecezjalnym diecezji Ciudad Valles. Sakry udzielił mu 17 czerwca 2020 arcybiskup Rogelio Cabrera López.